# Thompsonville (Michigan)
Thompsonville è un villaggio degli Stati Uniti d'America, situato nello Stato del Michigan, nella contea di Benzie.